# ZillaKami
Джуніус Дональд Роджерс (англ. Junius Donald Rogers, нар. 20 вересня 1999 року), більше відомий як ZillaKami — американський репер і автор пісень. Він є членом хіп-хоп групи City Morgue.

## Біографія
Роджерс народився в Центральному Ісліпі, Нью-Йорк в 1999 році, і почав свою кар'єру разом з нью-йоркським репером 6ix9ine, навіть висунув ідею на образ веселкового репера. Протягом цього періоду він написав пісню, яку він мав намір представити двома вокалістами, на що 6ix9ine відповів, сказавши, що він повинен взяти участь в треці, який в кінцевому підсумку буде випущений під назвою «Yokai». випускаючи інший спільний трек під назвою «Hellsing Station». однак у серпні 2017 року пара розпалася, коли Роджерс опублікував фотографію 6ix9ine в сексуальному акті з дівчиною, який стверджував, що її тринадцять років.
30 квітня 2017 року він випустив свій дебютний EP «LifeIsAHorrorMovie», який він згодом видалив.
Незабаром ZillaKami зв'язався з сином власника тату-салону, в якому працював його старший брат Righteous P ., який вийшов на сцену з іменем SosMula, через кілька днів після звільнення з в'язниці за звинуваченням у використанні наркотиків. У серпні 2018 року вони випустили свій дебютний EP як гурт «Be Patient».
5 вересня 2018 року він з'явився на треку «Vengeance» з третього альбому Ta13oo Дензела Каррі, який також показав JPEGMAFIA.
12 жовтня 2018, City Morgue випустив свій дебютний альбом «City Morgue Vol 1: Hell або High Water»
29 листопада 2018 року він взяв участь в треку Powers Pleasant «Please Forgive», разом з Jay IDK, Zombie Juice і Denzel Curry.

## Музичний стиль і вплив
Музика ZillaKami описується як злиття елементів хардкор-панку та хеві-металу з трепом, включаючи скрім вокали. Його тексти часто зображують теми насильства, смерті, мазохізму та вживання наркотиків. У статті журналу Complex письменник Джейкоб Мур назвав його музику «найстрашнішою реп-музикою з Necro». Багато аспектів його музики будуть також запозичені 6ix9ine.

## Дискографія

### Solo
EPs
- LifeIsAHorrorMovie (2017)

### Разом з City Morgue
- City Morgue Vol 1: Hell or High Water (2018)

EPs
- Be Patient. (2018)

### Разом з іншими артистами
- 6ix9ine — «Yokai» (2016)
- 6ix9ine — «Hellsing Station» (2016)
- $ubjectz — «GangShit» ft. Cameronazi (2017)
- $ubjectz — «War Paint» ft. Cameronazi (2017)
- ITSOKTOCRY — «SHINIGAMISTARSHIP» (2017)
- Cameronazi — «AREYOUREADYKIDS?» ft. $ubjectz (2017)
- Cameronazi — «Squad Up» (2017)
- Cameronazi — «Devil horns» (2017)
- Saint Poncho — «FVKKK» (2018)
- XZARKHAN — «Jungle Klipped» (2017)
- Eskiiimo — «I Solemnly Swear» (2018)
- Yadrin — «Demonscall» (2018)
- Yadrin — «BHUM BUKKET RMX» ft. SosMula (2018)
- Stoney — «Runnin'» (2018)
- BurnKas — «Red Rum» (2018)
- Denzel Curry — «VENGEANCE» ft. JPEGMAFIA (2018)
- Lil Gnar — «Man Down» (2018)
- Lil Morty — «Mortyzilla» (2018)
- Powers Pleasant — «Please Forgive» ft. Jay IDK, Zombie Juice and Denzel Curry (2018)
- Danon The Producer — «Shootinphotos» (2018)
- DrownMili — «Kid Soulja» ft. BurnKas (2018)